# Spéculum
Pour les articles homonymes, voir speculum.

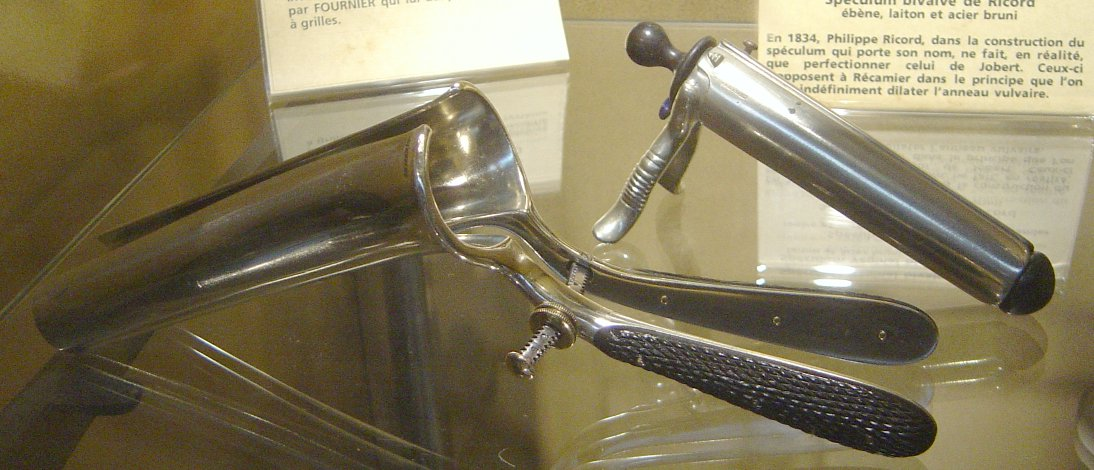
Ancien modèle de spéculum.

Un spéculum est un outil médical — généralement en métal ou à usage unique en plastique — permettant d'explorer une cavité corporelle par l'écartement des parois.

## Définition
Vient du latin speculum, « miroir », car il permet de voir (ainsi, un miroir est dit spéculaire).
Instrument permettant d'agrandir et de maintenir béantes certaines cavités naturelles afin de pouvoir mieux en examiner l'intérieur.

## Histoire
Chez les Grecs et les Romains, le spéculum est un miroir fait d'un métal blanc formé d'un mélange de cuivre et d'étain, puis d'argent (qui est un métal moins cassant que cet alliage). Donc, dans l'Antiquité, le spéculum est un miroir.
Les spéculum vaginaux et anaux étaient utilisés par les Grecs et les Romains, et des spéculum ont été trouvés à Pompeii.
Les spéculums au temps des Romains :
- Speculum matricis de Pompéi et Herculanum
- Speculum uteri : Pompéi
- Speculum ani de Pompéi et Herculanum
- Speculum ani : Pompéi

Spéculums du 18e et 19e siècles :
- Spéculum matricis (18e siècle)
- Spéculum matricis appelé (dioptre) : 18e siècle
- Spéculum de Récamier (1801)
- Spéculum bivalve de Récamier
- Spéculum de Ricord (1834) modifié par Fournier
- Spéculum de Ricord et le diagnostic des maladies vénériennes asymptomatiques

## Exemples de différents types de spéculum
- Le spéculum vaginal
- Le spéculum nasal
- Le spéculum auriculaire
- Le spéculum de Collin
- Le spéculum de Cusco
- Le spéculum de vierge
- Le spéculum rectal

## Usage

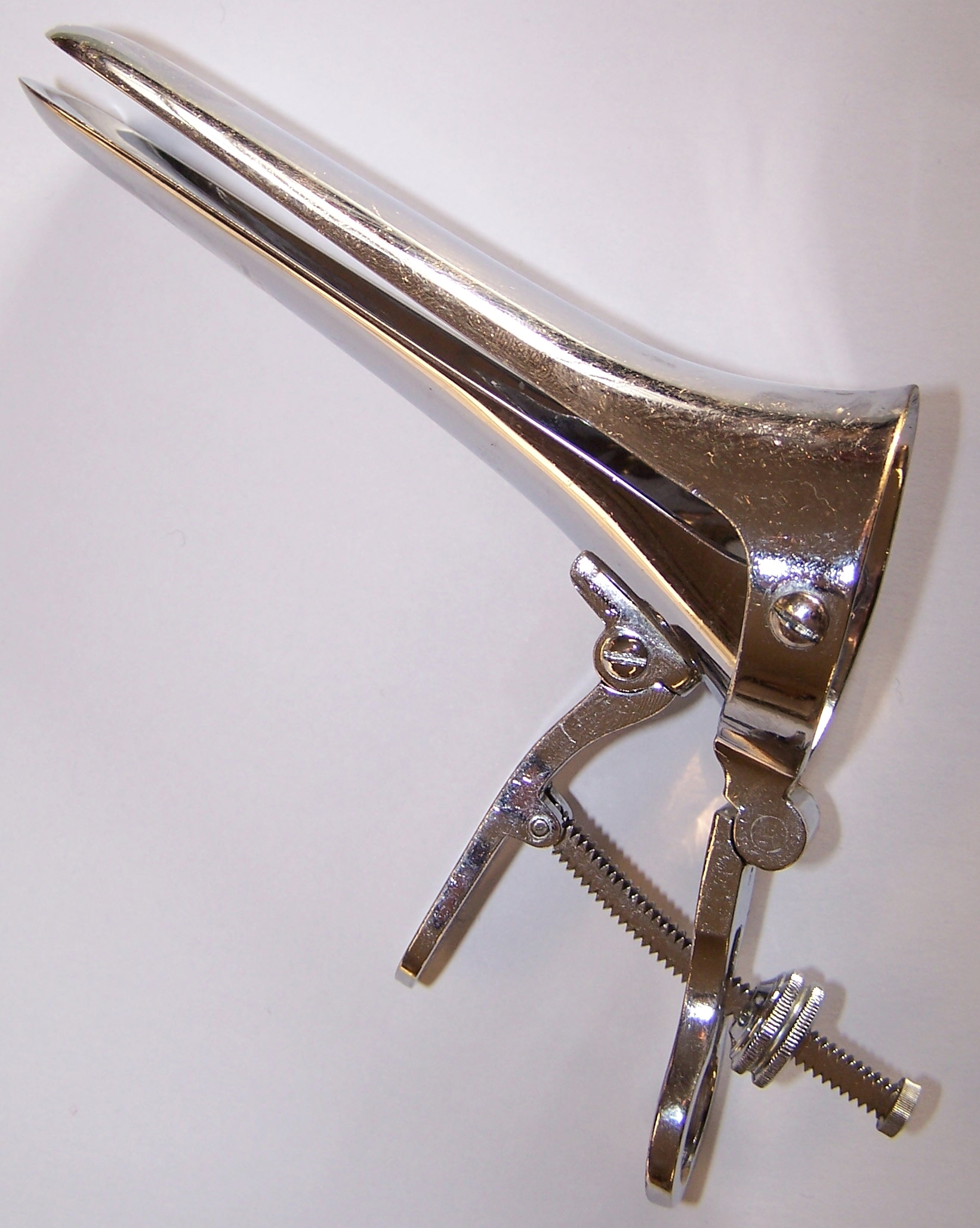
Spéculum de Cusco en métal.

### Utilisation vaginale
Pour les gynécologues obstétriciens, il s'agit d'un instrument qui permet d'élargir la cavité vaginale par l'écartement des parois du vagin, pour pouvoir visualiser et examiner le col utérin et le vagin et de donner un accès au canal cervical et à la cavité utérine pour pratiquer de multiples examens et interventions chirurgicales.

### Utilisation auriculaire

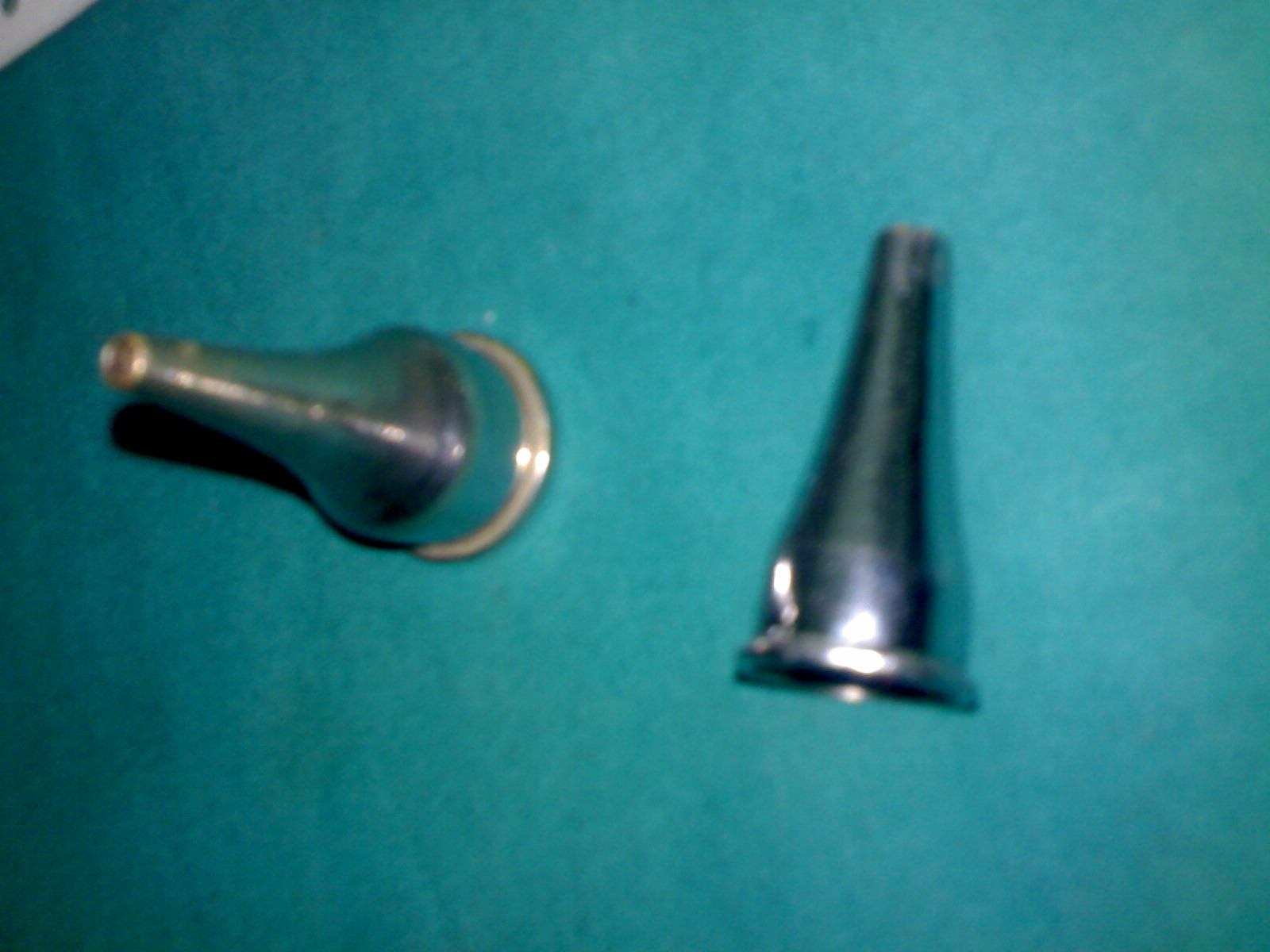
Spéculum auriculaire.

Il permet d'inspecter le conduit auditif externe et le tympan (membrane fibreuse se trouvant au fond du conduit auditif externe de l'oreille). Il permet de diagnostiquer l'existence ou non d'un bouchon, de la présence d'une lésion de la muqueuse (exemple : plaque d'eczéma). Il permet donc de diagnostiquer un problème lié à l’audition mais aussi à l’entretien du conduit auditif du patient.

### Utilisation rectale
Il permet d'observer, en se retirant, l'ensemble de la muqueuse rectale depuis l'angle du sigmoïde en haut jusqu'à l'anus. Il met en évidence la quasi-totalité des maladies du rectum et de l'anus.

### Utilisation nasale
Cet instrument permet l’extraction de corps étrangers ou de faciliter la cautérisation en cas de saignement.
Il permet d'observer la muqueuse des fosses nasales, la cloison et surtout la tache vasculaire, carrefour important et fragile de vaisseaux.

### Exemples d’usage
- La mise en évidence des lésions vaginales et cervicales macroscopiques, infectieuses, inflammatoires, traumatiques ou tumorales.
- La détermination de l'origine d'un saignement génital.
- La réalisation des prélèvements bactériologiques, parasitologiques et virologiques vaginaux et cervico-utérins.

## Méthode de pose du spéculum vaginal

### Installation du médecin et du patient
Emmener la patiente dans la salle où se déroulera l'examen.
Lui indiquer comment se déshabiller : déshabillage partiel avec respect au maximum de la pudeur de la patiente. Retirer seulement le bas.
Installation de la patiente en position gynécologique et du professionnel de la santé.

### Réaliser la pose du spéculum
Inspection des organes génitaux externes : clitoris, petites et grandes lèvres, méat urinaire.
Introduction du spéculum préalablement lubrifié, après accord de la patiente:
- Spéculum en vue d'un examen par frottis (on ne considère plus que l'utilisation de lubrifiant interfère avec les tests de dépistage)[3]
- Introduction du spéculum parallèlement aux grandes lèvres, puis rotation à 90° à mi chemin avant d'atteindre le col de l'utérus
- Ou directement perpendiculairement, en écartant les grandes lèvres entre l'index et le pouce
- Dès que le col est aperçu, on achève l'introduction en augmentant doucement l'ouverture des valves. Ces dernières seront placées au niveau des culs-de-sac vaginaux antérieur et postérieur.

## Sources
- « Spéculum : définition », sur docteurclic.com (consulté le 15 mai 2024)
- Les Gestes en Gynécologie - Apport théorique - Collège Lyonnais des Généralistes Enseignants - DMG UCBL1 - Septembre 2013
- Dr Aly Abbara, « Spéculum (speculum) - "Dioptre de l'Antiquité et du Moyen Âge" », 8 décembre 2015 (consulté le 8 mai 2017)